# Classe Álvares Cabral
A classe Álvares Cabral foi um modelo de fragatas, ao serviço da Marinha Portuguesa, entre 1959 e 1971.
As fragatas adquiridas por Portugal pertenciam à classe Bay britânica. Os navios desta classe eram fragatas antiáereas, construídas a partir de cascos inacabados de fragatas anti-submarinas da classe Loch. Os navios destinavam-se a operar como escoltas a comboios de navios mercantes.
Os navios foram construídos já no final da Segunda Guerra Mundial. Além de vinte fragatas antiaéreas, foram construídos dois navios da classe na variante aviso e quatro na variante navio hidrográfico e de guerra de minas.
A Marinha Portuguesa adquiriu duas fragatas em 1959 - a NRP Álvares Cabral e a NRP Pacheco Pereira - e outras duas em 1961 - a NRP Vasco da Gama e a NRP D. Francisco de Almeida. Os navios destinavam-se a operar nas águas dos territórios africanos de Portugal.
Durante o bloqueio britânico ao porto da Beira para evitar o abastecimento à Rodésia, depois da sua declaração unilateral de independência, a partir de 1966, as fragatas operaram, quase permanentemente nas águas de Moçambique como meio de dissuasão contra uma eventual agressão por parte da Royal Navy britânica.
As fragatas da classe Álvares Cabral foram substituídas pelos novos navios da classe João Belo, entre 1970 e 1971.
Em 1966 a Marinha Portuguesa também adquiriu um navio, da versão navio hidrográfico, da mesma classe, com fundos obtidos por subscrição nacional, que foi baptizado Afonso de Albuquerque em homenagem ao navio homónimo afundado em combate, em 1961, durante a Invasão de Goa. Este navio serviu até 1983.

## Unidades
| Nº de amurada | Nome                         | Serviço     | Observações                  |
| ------------- | ---------------------------- | ----------- | ---------------------------- |
| F 336         | NRP Álvares Cabral           | 1945 - 1971 | Ex-HMS Burghead Bay (K 622)  |
| F 337         | NRP Pacheco Pereira          | 1945 - 1970 | Ex-HMS Bigbury Bay (K 606)   |
| F 478         | NRP Vasco da Gama            | 1949 - 1971 | Ex-HMS Mounts Bay (K 627)    |
| F 479         | NRP Dom Francisco de Almeida | 1946 - 1970 | Ex-HMS Morecambe Bay (K 624) |
| A 526         | NRP Afonso de Albuquerque    | 1945 - 1983 | Ex-HMS Dalrymple (K 427)     |